# Rubén Cangá
Rubén Cangá (n. Esmeraldas, Ecuador; 7 de abril de 1994) es un futbolista ecuatoriano. Juega de defensa y su equipo actual es Búhos  de la Segunda Categoría de Ecuador.

## Trayectoria
Empezó su carrera futbolística en el equipo morlaco en el año 2013, se formó e hizo las formativas en su ciudad natal y en Cuenca, la sub-14, la sub-16, la sub-18 en 2012. Luego fue promovido a la sub-20 y luego en el equipo principal del Deportivo Cuenca de la Serie A.
Bajo el mando de Fabián Frías tuvo su debut en el primer equipo en la máxima categoría del fútbol ecuatoriano el 26 de junio de 2013, en el partido de la fecha 21 de la primera etapa 2013 ante Liga Deportiva Universitaria, entró al cambio aquel partido por Edder Fuertes al minuto 90, al final terminó en victoria morlaca por 0–2. Marcó su primer gol en la Serie A el 29 de junio de 2018 en la fecha 20 de la primera etapa, convirtió el único gol con el que Cuenca venció a Técnico Universitario como visitante por 0–1.
A nivel internacional tuvo su debut con la camiseta del Deportivo Cuenca en 2018 en el partido de la segunda fase de la Copa Sudamericana ante el Club Jorge Wilstermann de Bolivia. En 2017 formó parte de la delegación cuencana que participó en la Copa Sudamericana de ese año.
A mediados de la temporada 2019 fichó por Técnico Universitario de Ambato, participó en algunos partidos de la LigaPro Banco Pichincha, fue ratificado para 2020.

## Estadísticas

### Clubes
Actualizado al último partido jugado el 30 de septiembre de 2023.
| Club                            | Temporada     | Liga  | Liga  | Copas nacionales | Copas nacionales | Copas internacionales | Copas internacionales | Total | Total |
| Club                            | Temporada     | Part. | Goles | Part.            | Goles            | Part.                 | Goles                 | Part. | Goles |
| ------------------------------- | ------------- | ----- | ----- | ---------------- | ---------------- | --------------------- | --------------------- | ----- | ----- |
| Deportivo Cuenca · Ecuador      | 2013          | 23    | 1     | —                | —                | —                     | —                     | 23    | 1     |
| Deportivo Cuenca · Ecuador      | 2014          | 29    | 1     | —                | —                | —                     | —                     | 29    | 1     |
| Deportivo Cuenca · Ecuador      | 2015          | 32    | 0     | —                | —                | —                     | —                     | 32    | 0     |
| Deportivo Cuenca · Ecuador      | 2016          | 20    | 0     | —                | —                | —                     | —                     | 20    | 0     |
| Deportivo Cuenca · Ecuador      | 2017          | 12    | 0     | —                | —                | 0                     | 0                     | 12    | 0     |
| Deportivo Cuenca · Ecuador      | 2018          | 24    | 2     | —                | —                | 2                     | 0                     | 26    | 2     |
| Deportivo Cuenca · Ecuador      | Total         | 140   | 4     | 0                | 0                | 2                     | 0                     | 142   | 4     |
| Técnico Universitario · Ecuador | 2019          | 4     | 0     | 0                | 0                | —                     | —                     | 4     | 0     |
| Técnico Universitario · Ecuador | 2020          | 6     | 0     | —                | —                | —                     | —                     | 6     | 0     |
| Técnico Universitario · Ecuador | Total         | 10    | 0     | 0                | 0                | 0                     | 0                     | 10    | 0     |
| C. S. Patria · Ecuador          | 2021          | 6     | 0     | —                | —                | —                     | —                     | 6     | 0     |
| C. S. 3 de Julio · Ecuador      | 2021          | 4     | 0     | —                | —                | —                     | —                     | 4     | 0     |
| C. S. 3 de Julio · Ecuador      | Total         | 4     | 0     | 0                | 0                | 0                     | 0                     | 4     | 0     |
| Liga de Portoviejo · Ecuador    | 2022          | 8     | 0     | —                | —                | —                     | —                     | 8     | 0     |
| Liga de Portoviejo · Ecuador    | Total         | 8     | 0     | 0                | 0                | 0                     | 0                     | 8     | 0     |
| C. S. Patria · Ecuador          | 2022          | 2     | 0     | —                | —                | —                     | —                     | 2     | 0     |
| C. S. Patria · Ecuador          | Total         | 8     | 0     | 0                | 0                | 0                     | 0                     | 8     | 0     |
| Vargas Torres · Ecuador         | 2023          | 3     | 0     | —                | —                | —                     | —                     | 3     | 0     |
| Vargas Torres · Ecuador         | Total         | 3     | 0     | 0                | 0                | 0                     | 0                     | 3     | 0     |
| Sonorama · Ecuador              | 2023          | 14    | 1     | —                | —                | —                     | —                     | 14    | 1     |
| Sonorama · Ecuador              | Total         | 14    | 1     | 0                | 0                | 0                     | 0                     | 14    | 1     |
| Total carrera                   | Total carrera | 187   | 5     | 0                | 0                | 2                     | 0                     | 189   | 5     |
| 1.                              |               |       |       |                  |                  |                       |                       |       |       |

### Participaciones internacionales
| Torneo                 | Club             | Resultado    |
| ---------------------- | ---------------- | ------------ |
| Copa Sudamericana 2017 | Deportivo Cuenca | Primera fase |
| Copa Sudamericana 2018 | Deportivo Cuenca | Segunda fase |